# Čuntić
Čuntić (1948 és 1991 között Srpski Čuntić) falu Horvátországban, Sziszek-Monoszló megyében. Az egykor egységes Čuntić település szerb része. Közigazgatásilag Petrinyához tartozik. 

## Fekvése
Sziszek városától légvonalban 16, közúton 29 km-re délnyugatra, községközpontjától légvonalban 10, közúton 15 km-re délre a Báni végvidék középső részén, a Zrinyi-hegység északi részén, a Petrinjčica-patak jobb partján fekszik.

## Története
Čuntićot 1211-ben említik meg legelőször, amikor is II. András király a topuszkai cisztercitáknak adományozta. 1416-ban a gradeci uradalom tartozéka volt. A birtok 1499-ben a Frangepánok adományából lett a zágrábi káptalané. Csuntics várát 1551-ben Pecki és Klinac váraival egyidejűleg építtette a káptalan a Peterinjčica jobb partján álló Gradina nevű magaslatra, amely ma a szomszédos Hrvatski Čuntićhoz tartozik. Miután megerősítését nem tartották kifizetődőnek a fokozódó török támadások nyomán 1563-ban az udvari haditanács lerombolását rendelte el. Ezt valószínűleg végre is hajtották. A török a 16. század második felében az egész térséget megszállta.
1683 és 1699 között a felszabadító harcokban a keresztény seregek kiűzték a térségből a törököt és a török határ az Una folyóhoz került vissza. 1697 körül a török uralom alatt maradt Boszniából és a Banovina más részeiről előbb horvát katolikus, majd a 18. században több hullámban Közép-Boszniából, főként a Kozara-hegység területéről és a Sana-medencéből pravoszláv szerb családok települtek le itt. Az újonnan érkezettek szabadságjogokat kaptak, de ennek fejében határőr szolgálattal tartoztak. El kellett látniuk a várak, őrhelyek őrzését és részt kellett venniük a hadjáratokban. 1696-ban a szábor a bánt tette meg a Kulpa és az Una közötti határvédő erők parancsnokává, melyet hosszas huzavona után 1704-ben a bécsi udvar is elfogadott. Ezzel létrejött a Báni végvidék (horvátul Banovina), mely katonai határőrvidék része lett. 1745-ben megalakult a Petrinya központú második báni ezred, melynek fennhatósága alá ez a vidék is tartozott. 
A katonai határőrvidék megszűnése után Zágráb vármegye Petrinyai járásának része volt. A 20. század első éveiben a kilátástalan gazdasági helyzet miatt sokan vándoroltak ki a tengerentúlra. 1918-ban az új szerb-horvát-szlovén állam, majd később Jugoszlávia része lett. A II. világháború idején a Független Horvát Állam része volt. A háború után a béke időszaka köszöntött a településre. Enyhült a szegénység és sok ember talált munkát a közeli városokban. 1948-ban az addig egységes Čuntićot két részre, egy horvát és egy szerb falura osztották. A mai Čuntić 1948-tól 1991-ig a Srpski Čuntić nevet viselte. A délszláv háború előestéjén lakosságának 96%-a szerb, 1%-a horvát nemzetiségű volt. A falu 1991. június 25-én a független Horvátország része lett, de szerb lakossága a Krajinai Szerb Köztársasághoz csatlakozott. A csekély horvát lakosságot elűzték. A falut 1995. augusztus 6-án a Vihar hadművelettel foglalta vissza a horvát hadsereg. A szerb lakosság többsége elmenekült. 2011-ben 27 lakosa volt.

## Népesség
| Lakosság változása | Lakosság változása | Lakosság változása | Lakosság változása | Lakosság változása | Lakosság változása | Lakosság változása | Lakosság változása | Lakosság változása | Lakosság változása | Lakosság változása | Lakosság változása | Lakosság változása | Lakosság változása | Lakosság változása | Lakosság változása |
| ------------------ | ------------------ | ------------------ | ------------------ | ------------------ | ------------------ | ------------------ | ------------------ | ------------------ | ------------------ | ------------------ | ------------------ | ------------------ | ------------------ | ------------------ | ------------------ |
| 1857               | 1869               | 1880               | 1890               | 1900               | 1910               | 1921               | 1931               | 1948               | 1953               | 1961               | 1971               | 1981               | 1991               | 2001               | 2011               |
| 0                  | 0                  | 0                  | 0                  | 0                  | 0                  | 0                  | 0                  | 131                | 144                | 158                | 138                | 114                | 107                | 21                 | 27                 |

(1931-ig lakosságát Hrvatski Čuntićhoz számították.)

## Nevezetességei
Čuntić (Csuntics) várának romjai a Gradinán. A várat Peckihez és Klinachoz hasonlóan 1551-ben építette a zágrábi káptalan. A vár a Petrinjčica völgye feletti magaslaton épült és az Unamentét Hrastovicával és a Kulpamentével összekötő középkori utat volt hivatott ellenőrizni. A várból mára csak egy romos torony maradt, rajta kívül felismerhetők még egy 5-6 méterszer 10-12 méteres épület alapfalai. A várba az első emeletnél egy felvonóhídon át lehetett belépni. A vár durván faragott kőtömbökből épült meglehetős gyorsasággal. A körülötte nőtt buja növényzetet csak nemrég irtották ki, hogy az ide látogatók könnyebben felismerjék az erődítmény stratégiai jelentőségét.